# 4809 Robertball
4809 Robertball eller 1928 RB är en asteroid i huvudbältet, som upptäcktes 5 september 1928 av den tyske astronomen Max Wolf i Heidelberg. Den är uppkallad efter den brittiske astronomen Robert Stawell Ball.
Asteroiden har en diameter på ungefär 6 kilometer.